# Phare de Gorleston (South Pier)
Le phare de Gorleston (South Pier) est un phare situé en bout de la jetée sud du port de la ville de Gorleston, avec la station de la National Coastwatch Institution (en), dans le comté du Norfolk en Angleterre.
Ce phare est géré par l'autorité portuaire de Great Yarmouth.

## Histoire
Le premier phare établi dans le port en 1852 était une tour en brique octogonale de hauteur similaire à l'actuel bâtiment. Le bâtiment d'aujourd'hui a été construit en 1955 et était également le bureau de l'Officier de port.
Aujourd'hui, la lumière est installée sur le toit avec l'équipement de communication, les lumières de contrôle de port, et la corne de brume qui donne, lorsqu'elle est utilisée, trois explosions toutes les 60 secondes.
Le phare est exploité par l'Autorité portuaire de Great Yarmouth. La tour de guet appartient maintenant à la National Coastwatch Institution qui possède plus de 60 membres bénévoles pour réaliser les missions de la Garde côtière royale (HMCG) (Her Majesty's Coastguard.
Identifiant : ARLHS : ENG-221 - Amirauté : A2304 - NGA : 1624 .

### Lien connexe
- Liste des phares en Angleterre